# Niżnia Widłowa Turnia
Niżnia Widłowa Turnia (słow. Nižná Vidlová veža, ok. 2105 m) – turnia w masywie Młynarza w słowackich Tatrach Wysokich. Jest najwyższym punktem krótkiej grani, która od Widłowego Zwornika biegnie w kierunku południowo-wschodnim, ku Dolinie Ciężkiej. Od Widłowego Zwornika oddzielona jest Widłową Szczerbiną, a od Młynarzowych Wideł siodłem Widłowego Przechodu. Ku Widłowej Szczerbinie opada dość trudnym, 15-metrowym uskokiem. Od strony Widłowego Przechodu prowadzi na nią nieco trudna droga.
Nazwę turni utworzył Władysław Cywiński.

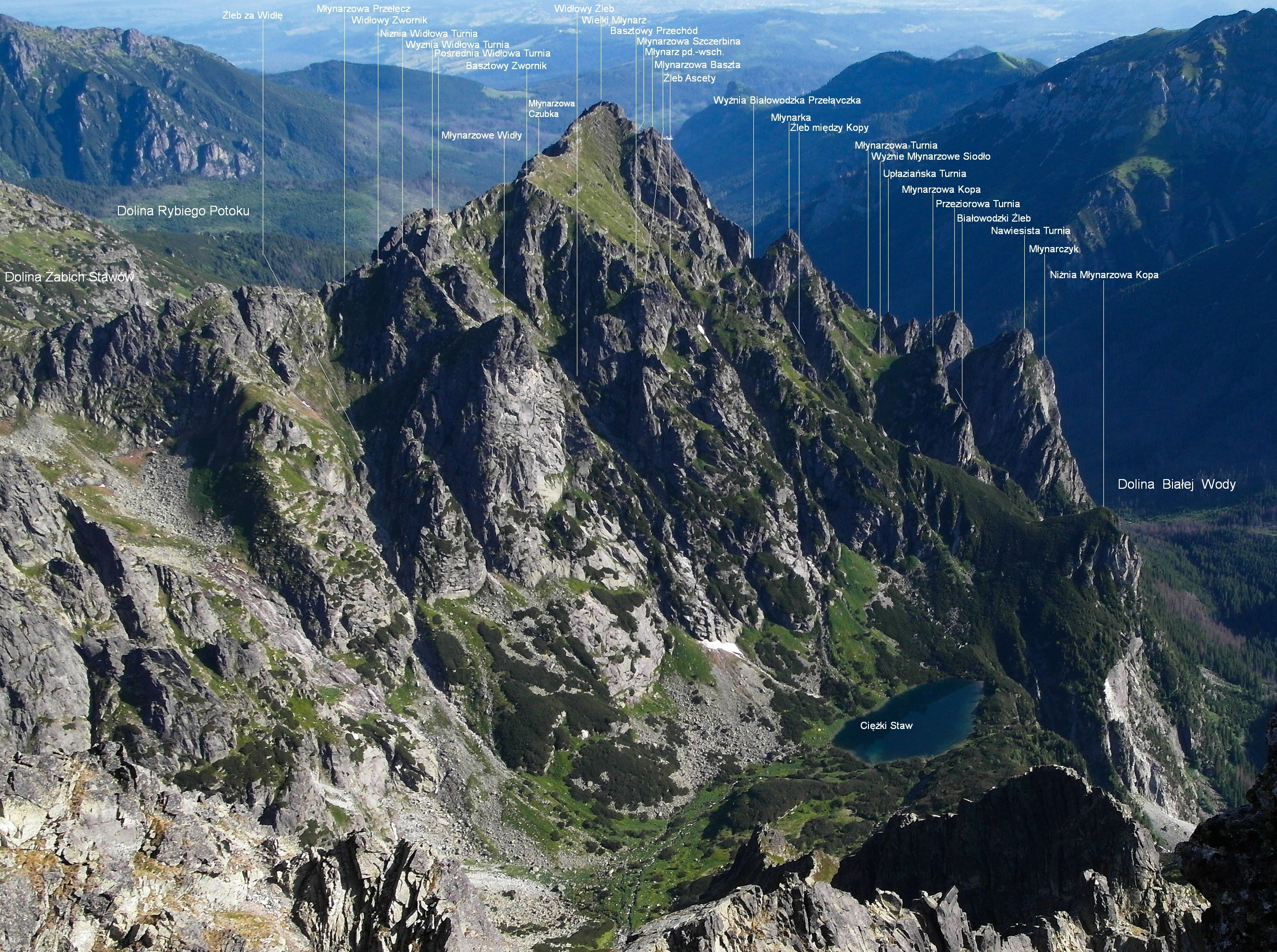
Położenie Niżniej Widłowej Turni w masywie Młynarza